# Phil Blech Wien
Phil Blech Wien (Eigenschreibweise phil Blech Wien) ist ein österreichisches Blechbläserensemble mit zwei Schlagwerkern, gegründet 2010. Es besteht aus fünfzehn Musikern, künstlerischer Leiter ist Anton Mittermayr. Es handelt sich um ein reines Männerensemble.

## Gründung, Geschichte
Idee und Konzept entstanden während einer Konzertreise der Wiener Philharmoniker im Jahr 2010. Als Ziel wurde definiert, so die Website des Ensembles, „die Wiener Blechblas- und Schlagwerktradition zu erhalten, zu fördern und ihr neue Impulse zu geben“. Das Ensemble setzt sich zusammen aus fünf Trompetern, drei Hornisten, drei Posaunisten, einem Tubisten, zwei Schlagwerkern und dem musikalischen Leiter, einem Paukisten. Alle 15 Musiker wurden in Wien ausgebildet und repräsentieren die Blechblas- und Schlagwerktradition der Stadt. Neben dem Wiener Spielstil sorgen auch die stadtspezifischen Instrumente – Drehventiltrompete, Wiener Horn und Wiener Pauke – für den charakteristischen runden und weichen Klang.
Das Ensemble gastierte auf einer CD-Produktion der Wiener Sängerknaben und wurde im Pausenfilm des Neujahrskonzerts 2013 der Wiener Philharmoniker vorgestellt – mit der Fantasía para un Gentilhombre nach Joaquín Rodrigo. Das Ensemble nahm drei CDs auf und wurde mehrfach zu Konzerten eingeladen, unter anderem beim Pannonischen Forum und im Wiener Musikverein, wo phil Blech gemeinsam mit dem Organisten Olivier Latry musizierte. Am 18. Mai 2022 stellte die Musikergruppe im Wiener Konzerthaus Gerd Hermann Ortlers Urknall vor, eine Uraufführung.

## Mitglieder
Trompete
- Stefan Fleißner, Niedersächsisches Staatsorchester
- Thomas Fleißner, Mozarteumorchester Salzburg
- Helmut Fuchs, Sächsische Staatskapelle Dresden
- Patrick Hofer, Tonkünstler-Orchester NÖ
- Alexander Mayr, NDR Radiophilharmonie

Wiener Horn
- Raphael Stöffelmayr, Wiener Volksoper
- Lars Michael Stransky, Wiener Philharmoniker
- Wolfgang Lintner, Wiener Philharmoniker

Posaune
- Andreas Eitzinger, Tonkünstler-Orchester NÖ
- Wolfgang Strasser, Wiener Philharmoniker

Weitere Instrumente
- Mark Gaal (Bassposaune), Wiener Philharmoniker
- Christoph Gigler (Tuba), Wiener Philharmoniker
- Anton Mittermayr (Pauke, Dirigent), Wiener Philharmoniker
- Benjamin Schmidinger (Pauke), Wiener Philharmoniker
- Peter Dullnig (Schlagwerk), Wiener Volksoper

## Repertoire
phil Blech Wien spielt überwiegend eigene Bearbeitungen von Standardwerken aus Oper und Symphonik, beispielsweise Werke von Bruckner, Mahler, Mascagni, Mendelssohn-Bartholdy, Mozart, Verdi und Wagner. Die Arrangements berücksichtigen die Besetzung und rücken abwechselnd jedes Ensemblemitglied einzeln in den Vordergrund.

„Ein markanter Sound zeichnet das Ensemble phil Blech aus.“

## Diskographie
- phil Blech, 2013
- Weihnachten, 2015, mit Piotr Beczała (Tenor), den Wiener Sängerknaben und dem Chorus Viennensis
- Live from Vienna, 2022, mit Olivier Latry (Orgel)